# اللغة الأيمرية
اللُّغَة الأَيْمَرِيَّة (بالأيمرية: Aymar aru) هي لغة تنتمي (مع لغة الكيتشوا) إلى مجموعة اللغات الأيمارية. يتحدثها شعب الأيمارا الذي يقطن منطقة الأنديز. وهي من لغات الأمريكيين الأصليين المعدودة التي ما زال يتحدثها أكثر من مليون نسمة. تعد الأيمارا لغة رسمية في كل من بيرو وبوليفيا (إلى جانب كل من الإسبانية والكيتشوا)، كما يتحدثها ـ بدرجة أقل ـ بعض سكان تشيلي وشمال غرب الأرجنتين.

## وصلات خارجية
- ويكيبيديا باللغة الأيمرية